# Santa Maria de la Maçana
Santa Maria de la Maçana és una església romànica del poble de la Maçana al municipi de Camarasa (Noguera) inclosa a l'Inventari del Patrimoni Arquitectònic de Catalunya.

## Descripció
Església de planta rectangular amb una primera nau amb volta de canó, que va ser ampliada amb una altra volta més elevada i tancada amb una façana orientada a llevant.
Són molt importants els elements de suport de l'arc de mig punt, a base de columnetes adossades al lateral amb capitells de factura romànica.
L'edifici es troba annex a les restes d'una casa pairal amb arcs i voltes.

## Història
El lloc fou conquerit per Arnau Mir de Tost al segle xi.